# Gorovje Hadžar
Gorovje Hadžar (arabsko جِبَال ٱلْحَجَر, latinizirano: Džibāl al-Ḥadžar, dob. 'Skalno gorovje') v severovzhodnem Omanu in tudi v vzhodnih Združenih arabskih emiratih je najvišje gorovje na vzhodnem Arabskem polotoku. Znano tudi kot »Omanske gore«  ločujejo nizko obalno nižino Omana od visoke puščavske planote in ležijo 50–100 km v notranjosti od Omanskega zaliva.
Al (اَلْ) je člen, Ḥadžar (حَجَر) pa »kamen« ali »skala«. Tako je al-Ḥadžar (اَلْحَجَر) imenovan kot »kamen« ali »skala«.

## Geologija

### Orografska in tektonska lega
Gorovje Hadžar se razteza 700 kilometrov skozi ZAE in Oman. Je na severovzhodnem vogalu Arabske plošče in sega od polotoka Musandam do vzhodne obale Omana. Razpon je širok okoli 100 km, pri čemer je Džebel Šams najvišji vrh s 3009 m v osrednjem delu gora.
Trenutno se Arabska plošča premika proti severu glede na Evrazijsko ploščo za 2–3 cm na leto. Kontinentalni trk se dogaja na gubah gorovja Zagrosa in narivnem pasu zahodno od polotoka Musandam. Ta meja trka plošč prehaja v cono subdukcije proti vzhodu. Tukaj je oceanska skorja Arabske plošče subdukcijska proti severu pod Evrazijo, imenovana subdukcijska cona Makran.

### Litologija
Geologijo Hadžarja lahko združimo v štiri glavne tektonostratigrafske skupine. Prva skupina so predpermske temeljne kamnine, sedimentno zaporedje klastitov, karbonatov in evaporitov. Druga skupina je srednjepermsko do poznokredno zaporedje karbonatov epikontinentalnega pasu, ki so bili neskladno odloženi nad podlago. Tretja skupina je niz pokrovov (alohtonih kamnin), ki so se vodoravno prenašale od severovzhoda proti jugozahodu več kot 300 km. To je bil velik tektonski dogodek v pozni kredi. Ta proces se imenuje obdukcija, kjer so permska do srednjekredna celinska pobočja (plitve do globokomorske) sedimentne kamnine in poznokredne oceanske skorje (Semail ofiolit) narinjene (obducirane) nad kamnine iz skupin ena in dve. Nazadnje, četrta skupina so poznokredne do miocenske plitve morske in kopenske sedimentne kamnine, ki so bile odložene na vrhu vseh treh prejšnjih skupin.

### Sestava
Visoka topografija je okoli dveh glavnih kulminacij: Džebel Ahdar in Saih Hatat, ki sta veliki antiklinali. Vrh Saih Hatat vsebuje eklogit na severovzhodu pri As Sifah. Te kamnine so bile potopljene do približno 80 km globine v Zemljin plašč in nato dvignjene nazaj na površje. Ta dvig je ustvaril verjetno največjo megaplastično gubo na Zemlji, megaplastično gubo vadi Majh. Splošno mnenje je, da so bili ti eklogiti prvotno osnovne vulkanske kamnine znotraj sprednjega roba celinske skorje Arabske plošče. Ta sprednji rob je bil nato subduciran s subdukcijsko cono, ki pada na SV. Vendar pa so nekateri geologi razlagali, da so bili ti eklogiti podrti skozi subdukcijsko cono, ki pada na JZ.
Obe kulminaciji ločuje Semail Gap. To je vidna linearna struktura, ki se giblje proti severovzhodnemu severozahodu. Vendar pa se še vedno razpravlja o tem, kakšna je ta struktura. Različni geologi trdijo, da gre za levostranski (sinistralni) zdrsni prelom,  normalni prelom, stransko klančino, monoklinalo zaradi slepega nariva ali prelom z več fazami deformacije.

### Sodobna topografija
Dogodek obdukcije v pozni kredi je ustvaril prapogorje Hadžar. Vendar se je ta topografija umirila in plitva morska sedimentacija je zajela regijo, začenši v paleocenu. Paleocenske do eocenske sedimentne kamnine najdemo na 2200 m nadmorske višine znotraj Hadžarja in so nagubane. To kaže, da je današnja topografija nastala po poznem eocenu. O natančnem času se razpravlja in različne interpretacije kažejo na topografijo, ki je nastala nekje med poznim eocenom do miocena.
Razpravlja se tudi o gonilnih silah, ki so oblikovale Hadžar. Številni geologi povezujejo trk v Zagrosu kot razlog za vzpetino, ki je oblikovala gore, saj se trenutno polotok Musandam (severozahodni vogal gorovja) dviguje zaradi tega trka. Vendar je Džebel Šams, najvišji vrh centralnih gora, več kot 300 km oddaljen od tega območja. Poleg tega znotraj osrednjih gora ni večje seizmičnosti, kar kaže, da se gore trenutno ne deformirajo, čeprav se kolizija v Zagrosu spreminja. To kaže, da se je dvig, ki je ustvaril današnjo topografijo, zgodil v preteklosti, verjetno pred začetkom trka Zagros, z mehanizmom, ki ni popolnoma razumljen.

### Geokonzervacija
Omanski geološki zapisi so izjemno dragoceni za geologe in jih je treba ohraniti. Vsebuje najpopolnejši ofiolit na Zemlji, po katerem je najbolj znan med geologi. Ofiolitsko zaporedje ima spektakularen blazinast bazalt (Geotimes pillow lava), pa tudi izpostavljenost fosilne meje med skorjo in plaščem (moho). Na splošno so ofioliti obducirani pred celinskim trkom, kar močno deformira strukturo prvotne oceanske skorje. Ker pa v Hadžarju ni prišlo do celinskega trka, je ofiolit Semail še vedno nedotaknjen. Oman ima tudi eno najbolje izpostavljenih mega-plastnih gub, ki so jih kdaj odkrili, ovojno gubo vdi Majh. Poleg tega je pomemben relativno majhen izdanek eklogita. Eklogit je na površju Zemlje redek, saj je kamnina, ki nastane pri visokih pritiskih globoko v skorji ali plašču. Iz teh kamnin lahko geologi spoznavajo dogajanje v notranjosti Zemlje in tektonske procese. V Omanu so tudi različna nahajališča fosilov, ki jih je treba zaščititi. V geološki skupnosti obstaja zaskrbljenost, da bodo z razvojem infrastrukture te kamnine, ki vsebujejo veliko informacij, izkopane in uničene.

## Geografija

### Centralni Hadžar
Osrednji del Hadžarja je najvišji in najbolj divji teren v državi. Džebel Šams je najvišji v območju, sledi mu Džebel Ahdar. Slednji in manjše pogorje Džebel Nahal sta na vzhodu omejena z nizko dolino Sama'il (ki vodi proti severovzhodu v Maskat).

### Vzhodni Hadžar
Vzhodno od Samaila je vzhodni Hadžar (arabsko ٱلْحَجَر ٱلشَّرْقِي, romanizirano Al-Ḥadžar Aš-Šarkī), ki poteka proti vzhodu (veliko bližje obali) do pristaniškega mesta Sur, skoraj na najbolj vzhodni točki Omana.

### Zahodni Hadžar
Gore zahodno od doline Samail, zlasti tiste na polotoku Musandam in ZAE, so znane kot Zahodni Hadžar (arabsko ٱلْحَجَر ٱلْغَرْبِي, romanizirano Al-Ḥadžar Al-Garbī), znane tudi kot »pravi Oman«. Ker so Džebel Ahdar in gore v njegovi bližini zahodno od doline, jih lahko štejemo za zahodni Hadžar. 

#### Izstopajoči
V regiji Tavam, ki vključuje sosednji naselji Al-Buraimi in Al Ain na meji Omana in ZAE Emiratov Abu Dabija, leži Džebel Hafeet (1100–1400 m), ki se lahko šteje za izstop od Hadžarja. Zaradi bližine glavnemu pogorju Hadžar se lahko obravnava kot del pogorja, sensu lato. Ta gora ima grebene, ki se raztezajo proti severu do mesta Al Ain.

#### Ru'us al-Džibal
Najsevernejše gore pogorja Hadžar so na polotoku Musandam. Zaradi tega se zanje ali za sam polotok uporablja fraza Ru'us al-Džibal (»Glave gora«). Kljub temu, da so fizično del zahodnega Hadžarja, se po geologiji in hidrologiji razlikujejo od preostalega območja. Najvišja točka v ZAE je v Džebel Džaisu blizu Ras al-Haima, ki meri 1934 m  od morske gladine, toda ker je vrh na omanski strani, Džebel Jibir, meri več kot 1500 m, ima najvišji vrh v ZAE.

#### Šumajlija
Gore, ki mejijo na obalo Šamailija (شَمَيْلِيَّة) v Omanskem zalivu, ki tvorijo dele severnih ZAE emiratov Šarja, Ras Al-Kajma in Fudžajra, se lahko imenujejo tudi Šumajlija (شُمَيْلِيَّة). V tej regiji je Džebel Al-Ḥeben (جَبَل ٱلْحبن; 25°7′33″N 56°9′33″E).

## Rastlinstvo in živalstvo
V primerjavi z večino Arabije so gore bogate z rastlinskim svetom, vključno s številnimi endemičnimi vrstami. Rastlinstvo se z nadmorsko višino spreminja, gore so na nižjih nadmorskih višinah prekrite z grmičevjem, ki postaja vse bogatejše in nato postane gozd, vključno z divjimi oljkami in figami med 1110 in 2510 metri, še višje pa raste brin. V hladnejših dolinah gojijo sadna drevesa, kot sta granatno jabolko in marelica, ponekod pa so skalnati osamelci z malo vegetacije. Flora kaže podobnosti z gorskimi območji bližnjega Irana, pa tudi z območji ob Rdečem morju na Afriškem rogu. Na primer, drevo Ceratonia oreothauma najdemo tukaj in tudi v Somaliji.
V gorah najdemo številne ptice, vključno z egiptovskim (Neophron percnopterus) in golouhim jastrebom (Torgos tracheliotus). Sesalci so gorske gazele (Gazella gazella) in arabski tahr (Arabitragus jayakari). Druge endemične vrste so številni gekoni in kuščarji: Asaccus montanus, Asaccus platyrhynchus in podvrsta skalnega gekona Vadi Harar (Pristurus gallagheri) najdemo le v Omanu, medtem ko Musandamskega listnega gekona (Asaccus caudivolvulus), Gallagherjevega listnega gekona (Asaccus gallagheri), omanski skalni gekon (Pristurus celerrimus), džajakarski kuščar (Omanosaura jayakari) in omanski modrorepi kuščar (Omanosaura cyanura) najdemo samo v Hadžarju. Tukaj je bil zabeležen ogroženi arabski leopard (Panthera pardus nimr), zlasti na območju Hasaba v severnem delu Musandama.
Tako kot Ru'us al-Jibal je tudi območje Džebel Hafeet znano po gostovanju redke flore in favne. Februarja 2019 je bil na primer tu opažen arabski karakal , marca pa Blanfordova lisica (Vulpes cana), o kateri so poročali tudi v gorah Ras al-Haima.

## Grožnje in ohranjanje
V Hadžarju se v veliki meri pasejo domače koze, kamele in osli, pokrajina pa je bila delno očiščena za urbana območja in rudarjenje, ki je poškodovalo vegetacijo in zaloge vode ter izkoreninilo tradicionalno vedenje upravljanja podeželskih zemljišč. Druga težava je krivolov divjih živali. Omanska vlada je ustvarila rezervat Vadi Sareen in območje Džebel Qahwan-Džebal Sebtah v vzhodnem Hadžarju za zaščito arabskega tahra in gorske gazele. Za obiskovalce je na voljo cesta v gore iz mesta Birkat al-Mavz (na cesti v Nizvo iz Maskata) in peš pot skozi vadi al-Muajdin do planote Saiq.

## Pohodništvo
Obstaja 11 označenih poti/poti z različno intenzivnostjo (med 1. in 3. stopnjo) in trajanjem (med 1,5 ure in 18 ur), ki jih je objavilo ministrstvo za turizem, vzdolž pogorja Hadžar. Nekatera področja so nedostopna in zahtevajo posebno opremo, kot je prikazano v televizijskem dokumentarcu Steva Backshall.